# Розов лишей
Розов лишей (на латински: Pityriasis rosea) е кожно незаразно заболяване, много често обърквано с микоза на ингвиналните гънки. Болестта често започва на фона на или след прекарано простудно заболяване. Причинителят на розовия лишей е неизвестен, но се предполага че е най-вероятно с вирусен или може би бактериален произход.

## Клинична картина
Развитието на болестта започва с появата на едно петно с големина около 2,5 см с червен или розов цвят и с жълтеникав и леко надигнат център. Петното се нарича майчина плака. След няколко дни до две седмици след появата на първото петно се появяват множество по-малки петна с размер от 0,5 до 2 см, които се разпространяват по цялото тяло, в изключително редки случаи по лицето, врата и дланите на ръцете и то само при по-млади лица (юноши и девойки или деца). Заболяването най-често засяга лица на възраст от 15 до 35 години и трае до 2 – 3 месеца, в изключително редки случаи до 6 месеца.
Pityriasis rosea e честа доброкачествена папулосквамозна дерматоза, описана за първи път от Camilli Melchior Gibert през 1860 г. Pityriasis обозначава дребно залющване, а rosea се превежда като розово оцветяване. Pityriasis rosea може да има няколко варианта. Не са изолирани бактерии, вируси или гъби като причинители на заболяването.

## Лечение
Лечението се състои в отстраняването на външните дразнители като вълнено бельо и дрехи, употребата на гореща вода и сапун. Локално се използват пудри, кремове и разтвори с антивъзпалително действие. Орално се приемат стероиди за противовъзпалителна терапия. Лечението трябва да се провежда под контрол и наблюдение на дерматолог.